# Thecla deidamia
Thecla deidamia är en fjärilsart som beskrevs av Hermann Burmeister 1879. Thecla deidamia ingår i släktet Thecla och familjen juvelvingar. Inga underarter finns listade i Catalogue of Life.